# Saloca
Saloca és un gènere d'aranyes araneomorfes de la subfamília Erigonins dins de la família Linyphiidae . Es poden trobar a la zona paleàrtica: Europa, Rússia, Nepal, Turquia i Europa de l'Est.
Fou descrit per primera vegada per Eugène Louis Simon l'any 1926.

## Llista d'espècies
Segons The World Spider Catalog 12.0:
- Saloca diceros (O. Pickard-Cambridge, 1871) (Espècie tipus) – Europa
- Saloca elevata Wunderlich, 2011 – Turquia
- Saloca gorapaniensis Wunderlich, 1983 – el Nepal
- Saloca khumbuensis Wunderlich, 1983 – el Nepal
- Saloca kulczynskii Miller & Kratochvíl, 1939 – Europa central i de l'Est
- Saloca ryvkini Eskov & Marusik, 1994 – Rússia